# Четири пера
Четири пера (енгл. The Four Feathers) је филм из 2002. 

## Радња
Хари Февершам (Хит Леџер), млади британски официр у пешадијском пуку Краљевске војске, слави веридбу са својом девојком Етни (Кејт Хадсон) окружен колегама војницима и са својим оцем, такође официром британске војске. Након што је најавио слање пука у Судан, британску колонију у стању грађанског рата, да помогне генералу Чарлсу Џорџу Гордону, кога су у Картуму опколили исламски побуњеници предвођени Махдијем), младић је толико шокиран вестима да одмах даје оставку, јер никада не жели да се бори ни са ким. Међутим, и отац, шокиран одлуком свог сина и одмах га се одрекао, и његови пријатељи прихватају његову оставку због кукавичлука и шаљу му три пера (симбол кукавичлука). Четврто перо у писму ставља Харијева вереница Атни.
Исцрпљен и сам, једини који је остао у Лондону, Хари сазнаје да су побуњеници уништили његов најбољи пријатељ Џек (Вес Бентли) и цео њихов пук. Одлучује да оде у Судан. Са потешкоћама у доласку до насеља британске војске, Хари се прерушава у Арапина, пријављујући се као носач у пуку пријатеља. Остали носачи га погрешно сматрају шпијуном за Махдија, на шта га упозорава Абу Фатма (Џимон Кхонсу), оштроумни плаћеник који је некада служио у британским снагама и зна енглески. Хари, након што је убедио Абуа да није шпијун, почиње да прати групу војних радника који су највероватније шпијуни Махдија. Стигавши до заклона побуњеника, Хари више не може да побегне од њих и упозори пук. Абу креће сам, намеравајући да упозори Харијеве пријатеље на предстојећи напад. Хари добија црвену војну униформу од побуњеника. У међувремену, пук се зауставља да сахрани групу британских официра које су убили Махдијеви људи. Абу је заробљен од стране египатских војника и предат британским официрима (Февершамовим пријатељима). Он каже Британцима да га је послао британски официр, мислећи на Февершама, да их упозори на Махдијеве нападе. Такође каже да муслимани увек сахрањују своје мртве, па чак и непријатеље, да су та тела намерно остављена да би одвукли пажњу Британаца. Февершамови сапутници су збуњени, али на крају одлучују да игноришу Абуово упозорење. Осуђен је на бичевање.
Неспремни Британци и Египћани сусрећу се са непријатељем. Махди први шаље у битку ненаоружане људе, који, не пружајући отпор, дозвољавају да буду стрељани. Британци су збуњени; међутим, када их нападају стрелци и коњица, формирају квадрате и одбијају напад. После тога на хоризонту виде одред (претпоставља се да су појачања) у црвеним униформама. Ухвативши се у лажни маневар побуњеника, официри упадају у замку. Хари, који је у редовима прерушених побуњеника, скаче са коња, покушавајући да покрије Џека, чија је пушка пропустила пуцањ и ослепила га. Кријући пријатеља, Хари случајно проналази писма од Етне у Џековој униформи, што хлади његова пријатељска осећања, он не говори Џеку ко је он. Не знајући ко је био његов спасилац, Џек се затим враћа кући. Он запроси Етну, али она му не даје одговор, одлази код Харијевог оца по савет.
Још један пријатељ Хари Том (Руперт Пенри-Џонс) враћа се у Лондон. Прича Џеку о састанку са Харијем у Судану, да је Хари био официр који је послао Абуа, Хари је оптужио своје пријатеље за предрасуде које су довеле до страшних губитака. Поред тога, Хари је од Тома тражио новац и објаснио да верује да је њихов пријатељ Вилијам жив. Остављајући Абуа, Хари путује у злогласни затвор Махди. Абу га саветује да то не ради, питајући га о разлозима за своје поступке, окривљујући га за понос својствен свим британским војницима. Хари проналази Вилијама (Мајкл Шин), али не зна шта даље. Абу им помаже да побегну дајући Харију "отров" који ствара привид смрти. Међутим, чувари су сумњичави према смрти двојице официра британске војске одједном. Абу и Хари заједно убијају гониче. После тога, свако иде својим путем: Абу се враћа у пустињу, Хари одлази у Енглеску. Повратио је поверење свог оца, Етни тражи да јој врати перо. Џека обузимају сумње о идентитету свог спасиоца. Додирује Харијево лице рукама док се сагиње да покупи папире које је Џек намерно испустио са стола. Препознајући свог спасиоца, Џек даје свој благослов Харију и Етнију. Током следећег сусрета, Етни и Хари, присећајући се прошлости, поново се рукују.

## Улоге
- Хит Леџер: Хари Февершам
- Кејт Хадсон: Етна Јустас
- Вес Бентли: Џек Дуранс
- Џимон Хансу: Абу Фатма
- Алекс Џенингс: пуковник Хамилтон
- Крис Маршал: Каслтон

## Зарада
- Зарада у САД - 18.306.166 $
- Зарада у иностранству - 11.576.479 $
- Зарада у свету - 29.882.645 $